# Bairdiella chrysoura
Bairdiella chrysoura är en fiskart som först beskrevs av Lacepède 1802.  Bairdiella chrysoura ingår i släktet Bairdiella och familjen havsgösfiskar. Inga underarter finns listade.

## Bildgalleri

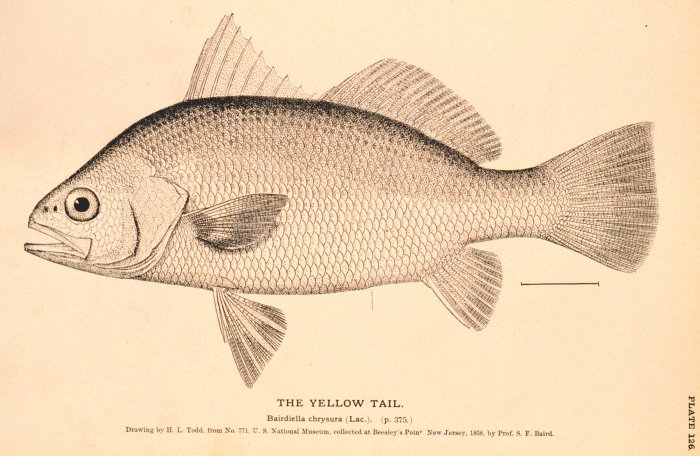